# Cantó de Bourgtheroulde-Infreville
El cantó de Bourgtheroulde-Infreville és un cantó francès del departament de l'Eure, situat al districte de Bernay. Té 18 municipis i el cap és Bourgtheroulde-Infreville.

## Municipis
- Berville-en-Roumois
- Boissey-le-Châtel
- Bosc-Bénard-Commin
- Bosc-Bénard-Crescy
- Bosc-Renoult-en-Roumois
- Le Bosc-Roger-en-Roumois
- Bosguérard-de-Marcouville
- Bosnormand
- Bourgtheroulde-Infreville
- Épreville-en-Roumois
- Flancourt-Catelon
- Saint-Denis-des-Monts
- Saint-Léger-du-Gennetey
- Saint-Ouen-du-Tilleul
- Saint-Philbert-sur-Boissey
- Theillement
- Thuit-Hébert
- Voiscreville

## Història
| Data d'elecció                           | Identitat         | Partit                      | Qualitat |
| ---------------------------------------- | ----------------- | --------------------------- | -------- |
| 1945-1973                                | M. Prévert        | SFIO, després radical i MRG |          |
| 1973-1998                                | Jean Guénier      | CD, després UDF             |          |
| 1998-2004                                | Pierre-Louis Brau | Divers droite               |          |
| 2004-                                    | Bruno Questel     | PS                          |          |
| les dades anteriors no són pas conegudes |                   |                             |          |
|                                          |                   |                             |          |

## Demografia
| A partir de 1990: Població sense dobles comptes |